# 栾正获联合县
栾正获联合县，中国旧县名。
冀中抗日根据地设。1940年由河北省栾城、正定、获鹿三县析置。以三县首字为名。1941年撤销，1944年复设。1946年再撤，仍归各县。 